# Anna Bederke
Anna Bederke, née en 1981 à Hambourg en Allemagne, est une actrice allemande. Elle est révélée au public en 2009 par son rôle de serveuse dans la comédie dramatique allemande Soul Kitchen, réalisée par Fatih Akin.

## Biographie

### Jeunesse et formation
Née à Hambourg, en Allemagne, en 1981, Anna Bederke est attirée par la narration, la peinture et la musique depuis l'enfance. Ayant fait partie d'un groupe de théâtre à l'école, elle poursuit sa formation artistique à l'Universités des Beaux-Arts de Hambourg qu'elle finance en exerçant comme mannequin, barmaid ainsi qu'en vendant certaines de ses toiles. Durant son cursus, elle suit les classes de Wim Wenders et Fatih Akin, pour lesquelles elle réalise quelques courts métrages, et développe ses compétences en écriture. Elle reçoit son diplôme de réalisatrice en 2007.

### Révélation et carrière audiovisuelle

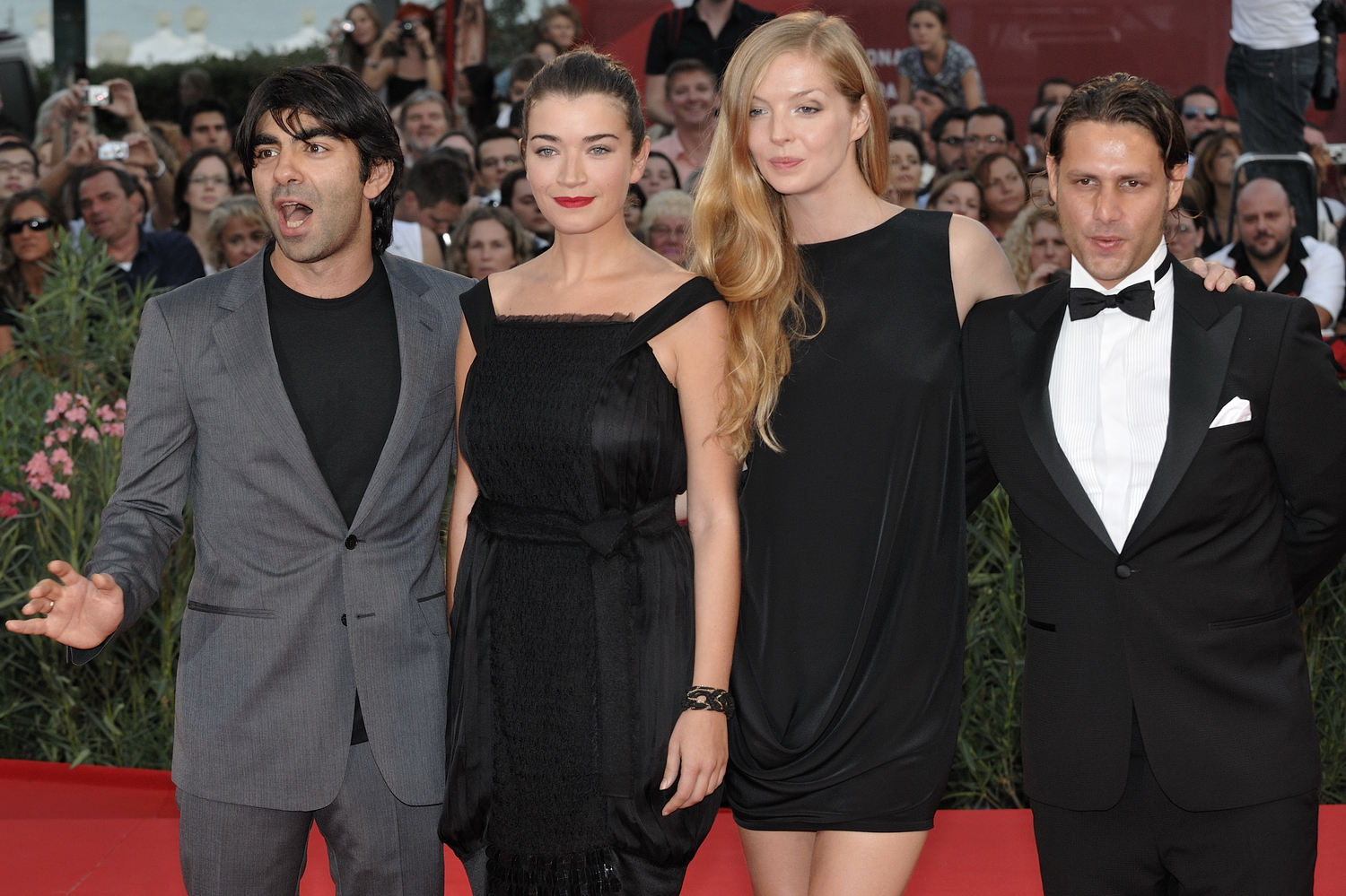
L'équipe du film Soul Kitchen à la 66e Mostra de Venise (de gauche à droite, Fatih Akin, Anna Bederke, Pheline Roggan et Adam Bousdoukos).

En 2009, Anna Bederke figure au casting de la comédie dramatique allemande Soul Kitchen, réalisée par Fatih Akin. Ce film remporte un succès public et critique, particulièrement en Europe, où il se voit récompensé par le grand prix du jury à la 66e Mostra de Venise et totalise 2 565 931 entrées au cinéma, dont 296 832 en France. La qualité de cette première prestation d'Anna Bederke à l'écran est remarquée, notamment par le magazine américain Variety, où Derek Elley la qualifie de « vraie découverte » (« real discovery ») du film.
Elle prend part ensuite, dans des seconds rôles, à plusieurs films, séries télévisées et téléfilms allemands. Elle est notamment remarquée pour sa participation à quatre épisodes de la très populaire série Tatort, en Allemagne, entre 2011 et 2014,.
En 2017, elle apparaît aux côtés de Pierre Richard et Yaniss Lespert dans la comédie romantique franco-germano-belge Un profil pour deux, réalisée par Stéphane Robelin. La même année, elle décroche un premier rôle, aux côtés de Lucas Gregorowicz, dans la comédie dramatique allemande La Meilleure saison, dirigée par Sönke Wortmann, et diffusée par la suite sur la chaîne de télévision franco-allemande Arte, en mai 2019.
Elle intègre ensuite, aux côtés d'Alexander Fehling, le casting de la série allemande BEAT, réalisée par Marco Kreuzpaintner, et mise en ligne le 9 novembre 2018 sur le service de vidéo à la demande Prime Video.

## Filmographie

### Au cinéma

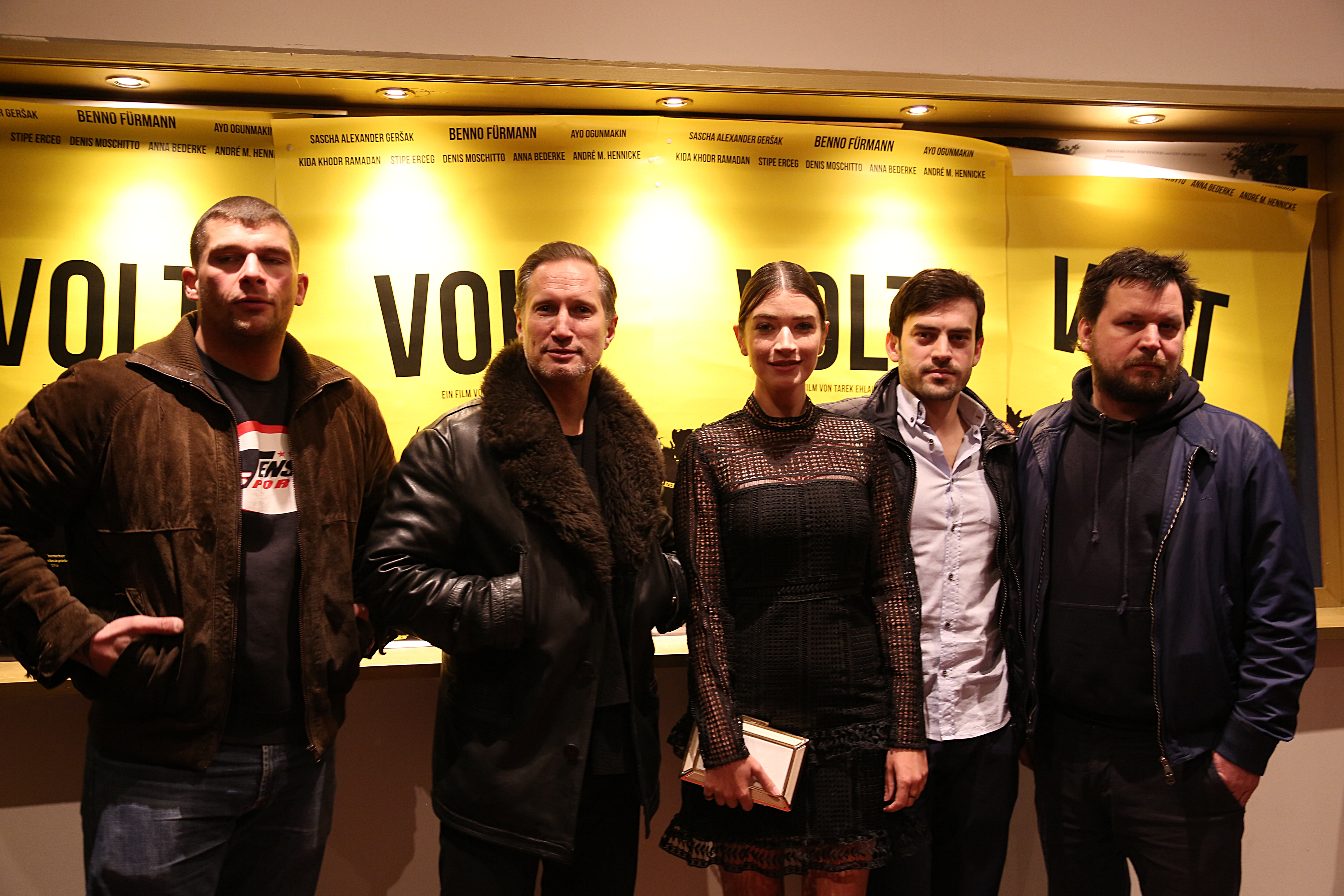
L'équipe du film Volt à une avant-première (de gauche à droite : Tarek Ehlail, Benno Fürmann, Anna Bederke, Surho Sugaipov, Sascha Alexander Geršak).

- 2009 : Soul Kitchen de Fatih Akin
- 2012 : Fraktus, de  Lars Jessen
- 2013 : Schlussmacher (de) de Matthias Schweighöfer
- 2013 : Frau Ella de Markus Goller
- 2016 : Les Ferrailleurs (de) de Max Zähle
- 2016 : LenaLove de Florian Gaag
- 2016 : Volt de Tarek Ehlail
- 2017 : Un profil pour deux de Stéphane Robelin
- 2017 : La Meilleure saison (de) de Sönke Wortmann
- 2020 : Cortex de Moritz Bleibtreu
- 2024 : Sterben de Matthias Glasner : Liv

### À la télévision
- 2011-2014 : Tatort (4 épisodes)
- 2017 : Meurtres en eaux troubles (1 épisode)
- 2017 : Commissaire Marthaler (1 épisode)
- 2018 : BEAT (de) (6 épisodes)
- 2019 : Der Auftrag (de), téléfilm de Florian Baxmeyer
- 2019 : Blochin: Das letzte Kapitel, téléfilm de Matthias Glasner
- 2020 : Neben der Spur (de) (1 épisode)